# Cyann
Cyann (fr. Le Cycle de Cyann) – francuska seria komiksowa z gatunku science fiction, stworzona przez rysownika i scenarzystę François Bourgeona we współpracy ze scenarzystą Claude’em Lacroix. Ukazywała się w latach 1993–2014 nakładem wydawnictw: Casterman (tomy 1 i 2), Vents d’Ouest (tom 3 i 4), 12bis (tom
5) i Delcourt (tom 6). Seria ukazała się po polsku w latach 2016–2017 nakładem wydawnictwa Egmont Polska.

## Fabuła
Pandemia zagrażająca życiu mężczyzn na planecie ☉lh zmusza Cyann, córkę arystokraty Lazuli Olsimara, do poprowadzenia ekspedycji na planetę il☉ w celu odnalezienia lekarstwa. Rozpoczyna się seria przygód, które zawiodą Cyann na inne planety.

## Tomy
| Tom | Tytuł i rok wydania polskiego    | Tytuł i rok wydania oryginalnego     | Uwagi                                                                  |
| --- | -------------------------------- | ------------------------------------ | ---------------------------------------------------------------------- |
| 1   | ŹrÓdło i sOnda (2016)            | La sOurce et la sOnde (1993)         | W wydaniu polskim tomy 1. i 2. ukazały się w jednym albumie zbiorczym. |
| 2   | Sześć pór roku na il☉ (2016)     | Six Saisons sur il☉ (1997)           | W wydaniu polskim tomy 1. i 2. ukazały się w jednym albumie zbiorczym. |
| 3   | Ajeja z Aldaalu (2017)           | Aïeïa d'Aldaal (2005)                | W wydaniu polskim tomy 3. i 4. ukazały się w jednym albumie zbiorczym. |
| 4   | Kolory Marcady (2017)            | Les Couleurs de Marcade (2007)       | W wydaniu polskim tomy 3. i 4. ukazały się w jednym albumie zbiorczym. |
| 5   | Korytarze międzyczasu (2017)     | Les Couloirs de l'Entretemps (2012)  | W wydaniu polskim tomy 5. i 6. ukazały się w jednym albumie zbiorczym. |
| 6   | Łagodne świty Aldalarannu (2017) | Les Aubes douces d'Aldalarann (2014) | W wydaniu polskim tomy 5. i 6. ukazały się w jednym albumie zbiorczym. |

## Nagrody
- Nagroda publiczności za tom Sześć pór roku na il☉ na Międzynarodowym Festiwalu Komiksu w Angoulême, 1998[6]

- Prix Ozone dla najlepszego komiksu frankofońskiego za tom Sześć pór roku na il☉, 1998[7]